# 中里 (清瀬市)
中里（なかざと）は、東京都清瀬市の地名。現行行政地名は中里一丁目から中里六丁目。郵便番号は204-0003。

## 地理
清瀬市の北部に位置する。東から時計回りに下宿、旭が丘、下清戸、中清戸、上清戸、元町、野塩、埼玉県所沢市下安松及び本郷に隣接する。町内では農地と住宅地とが混在している。

### 河川
- 柳瀬川 ｰｰｰ 街区北側を流れる。流路と境界線は一致しない。
- 空堀川 ｰｰｰ 街区西側を流れる。

### 地価
住宅地の地価は、2014年（平成26年）1月1日の公示地価によれば、中里1丁目721番33の地点で18万2000円/m2となっている。

## 世帯数と人口
2017年（平成29年）12月1日現在の世帯数と人口は以下の通りである。
| 丁目       | 世帯数    | 人口     |
| ---------- | --------- | -------- |
| 中里一丁目 | 875世帯   | 1,922人  |
| 中里二丁目 | 690世帯   | 1,615人  |
| 中里三丁目 | 1,312世帯 | 3,254人  |
| 中里四丁目 | 774世帯   | 1,790人  |
| 中里五丁目 | 978世帯   | 2,264人  |
| 中里六丁目 | 843世帯   | 1,627人  |
| 計         | 5,472世帯 | 12,472人 |

## 小・中学校の学区
市立小・中学校に通う場合、学区は以下の通りとなる。なお、清瀬市の中学校では学校選択制度を導入しており、以下の指定校の他に市内にある中学校から選択することも可能。
| 丁目       | 番地                                                                                                  | 小学校                 | 中学校                 |
| ---------- | --- | ---------------------- | ---------------------- |
| 中里一丁目 | 全域                                                                                                  | 清瀬市立芝山小学校     | 清瀬市立清瀬第四中学校 |
| 中里二丁目 | 全域                                                                                                  | 清瀬市立清瀬第四小学校 | 清瀬市立清瀬第四中学校 |
| 中里三丁目 | 全域                                                                                                  | 清瀬市立清瀬小学校     | 清瀬市立清瀬中学校     |
| 中里四丁目 | 全域                                                                                                  | 清瀬市立清瀬小学校     | 清瀬市立清瀬中学校     |
| 中里五丁目 | 540〜646番地、737〜747番地 836〜846番地、900〜905番地                                                 | 清瀬市立清瀬小学校     | 清瀬市立清瀬中学校     |
| 中里五丁目 | その他                                                                                                | 清瀬市立清瀬第八小学校 | 清瀬市立清瀬第三中学校 |
| 中里六丁目 | 22〜78番地、95番8〜18号 129〜131番地、152番地 161番地、164番地 191番地、195番地 270番地、304〜305番地 | 清瀬市立清瀬第八小学校 | 清瀬市立清瀬第三中学校 |
| 中里六丁目 | その他                                                                                                | 清瀬市立清瀬小学校     | 清瀬市立清瀬中学校     |

## 交通

### 鉄道
| 隣接地域で利用可能な駅     | バス移動で利用可能駅                                  |
| -------------------------- | ----------------------------------------------------- |
| 西武池袋線 - 清瀬駅(SI 15) | JR武蔵野線 - 新座駅(JM 29) 東武東上線 - 志木駅(TJ 14) |

### バス
- 西武バス新座営業所

…が周辺の路線を運行している。

### 道路
- 東京都道24号練馬所沢線（小金井街道）
- 東京都道40号さいたま東村山線（志木街道）
- 市役所通り

## 施設
- 清瀬市立第四小学校
- コーケン化学
- 都営清瀬中里四丁目アパート
- 清瀬市立清瀬小学校
- 清瀬市立清瀬中学校
- 清瀬市役所
- 清瀬台田住宅
- 金山緑地公園

## 祭事・イベント
中里の火の花祭 - 「中里の富士塚」（東京都指定有形民俗文化財）にて、毎年9月1日に催されている火祭り（※雨天順延）。